# Aspidistra hekouensis
Aspidistra hekouensis är en sparrisväxtart som beskrevs av H.Li, C.L.Long och Josef Bogner. Aspidistra hekouensis ingår i släktet Aspidistra och familjen sparrisväxter. Inga underarter finns listade i Catalogue of Life.